# Lucius (videogioco)
Lucius è un videogioco sviluppato dalla Shiver Games e pubblicato dalla Lace Lamba Global negli Stati Uniti e dalla FX Interactive in Italia e in Spagna. I giocatori controllano un certo personaggio chiamato Lucius, il cui compito è uccidere tutti i membri della sua famiglia, usando poteri satanici. Il 13 febbraio 2015 è uscito il primo sequel, Lucius II: The Prophecy; il 13 dicembre 2018 è invece uscito Lucius III.

## Trama
Lucius è un videogioco d'avventura, di genere horror, dove i giocatori controllano un bambino di 6 anni chiamato appunto Lucius, il quale ha ricevuto dei poteri dell'Anticristo quali telecinesi, pirocinesi, controllo mentale e cancellazione dei ricordi. È nato il 6 giugno del 1966 (6/6/66; il 666 è il numero della Bestia), senza che nessuno si aspetti che possa diventare un ragazzo "speciale". Trascorre la sua infanzia, come ogni altro ricco bambino, nella sua tenuta "Dante Manor" insieme ai suoi genitori, ad alcuni suoi parenti e all'intera servitù.
L'avventura comincia il giorno del suo sesto compleanno, quando Lucifero si presenta in una visione nella sua cameretta, gli comunica di volere dei sacrifici e gli regalerà un quaderno dove appuntare tutte le informazioni sulle sue vittime e una torcia elettrica. A quel punto gli verrà assegnato il nostro primo compito, che diventerà la sua missione di "apprendistato": uccidere Mary, una delle cameriere.
Mary sarà solo la prima dei protagonisti dei vari omicidi, suicidi e banali incidenti su cui l'agente di polizia Detective McGuffin che accoglie il nostro caso dovrà fare luce. Ogni capitolo, e quindi ogni sacrificio, viene narrato subito dopo la sua conclusione dallo stesso detective, che per l'intera storia non avrà il minimo sospetto su Lucius; intanto, le storie e i segreti di molti dei dipendenti al Dante Manor e dei membri della famiglia Wagner verranno svelati al piccolo Anticristo, che nonostante la sua tenera età agirà con un'inusuale astuzia e la più completa indifferenza.

## Modalità di gioco

### Il kit iniziale
Durante i primi minuti di gameplay, Satana fornirà al giocatore due strumenti in particolare: un quaderno e una torcia elettrica. Sulla prima pagina vengono annotate le conversazioni ascoltate, il nome della missione e le faccende domestiche da fare per riempire la barra del comportamento; a lato si aggiungeranno tanti piccoli segnalibri colorati con i nomi delle vittime. All'inizio di ogni capitolo verrà aggiunto un fascicolo, e durante la preparazione dell'omicidio saranno annotate le informazioni che saranno utili al fine della missione. Sarà anche disponibile una mappa disegnata da Lucius, dove vengono illustrati tutti e tre i piani di Villa Wagner. Durante la missione, se l'obiettivo sarà già noto, verrà segnato il percorso da seguire.

### I premi
Camminando per i corridoi, i dipendenti e i nostri genitori non si faranno problemi ad assegnare a Lucius piccoli compiti quale riordinare la cameretta e gettare la spazzatura; una volta soddisfatti, la barra del comportamento si riempirà, e quando è completa si riceveranno dei regali.
1. La tavola Ouija: sarà il primo "giocattolo" di Lucius e comparirà sulla scrivania di fronte al letto; tutte le mattine, cliccando sulla pedina, la tavola ci darà una filastrocca o un indovinello riguardante la missione del giorno.
2. Il carillon: si rivelerà il premio più utile per tutta la durata del gioco, in quanto con esso si vedrà la casa da un'ottica diversa, e si vedranno, con una freccia, gli oggetti da trovare e i punti dove poggiarli, anche se tutti insieme: non si avrà in ogni caso la soluzione all'omicidio, ma solo un piccolo aiuto in caso di difficoltà a trovare un certo oggetto. Ha inoltre solo 6 cariche per ogni capitolo.
3. La bicicletta: come tutti i bambini di 7 anni, Lucius possiede comunque dei futili desideri, tra cui un piccolo triciclo, che comparirà vicino all'armadio in camera sua una volta riempita la barra del comportamento per la terza volta. È utile per muoversi velocemente, date le lunghe distanze, e per ottenere l'obiettivo "Tour de Dante Manor" se si gioca su Steam.

### Abilità
Con l'aumentare delle vittime, Lucifero assegnerà a Lucius alcuni poteri particolari che insegnerà ad utilizzare:
- Telecinesi: è la prima abilità ottenuta. La si attiva con il tasto 2 e consente di spostare, accendere, spegnere e persino rompere gli oggetti.
- Controllo mentale: lo si attiva con il tasto 3, e consente di controllare la mente delle vittime senza che ne abbiano ricordo, e indurli quindi all'omicidio (in modo da scagionarsi) o al suicidio.
- Cancellazione della memoria: con il tasto 4, si aprirà una finestra di pochi secondi dopo il "game over" per porre rimedio ai propri errori, come ad esempio essere beccati a girare di notte senza permesso. Il potere può essere usato solo 6 volte per capitolo.
- Piromanzia: il potere più potente di Lucius, permette di creare e lanciare fiamme dalle mani per distruggere e uccidere. Lo si usa solo in alcune occasioni, quali gli scontri diretti con alcuni personaggi, e si attiva con il tasto 5. Utilizzare questi poteri richiede energia infernale, che sarà limitata notevolmente di fronte ai crocefissi appesi al muro, anche sarà sufficiente girarli al contrario.

## Personaggi

### Principali
- Lucius: Lucius Wagner è il protagonista (e l'antagonista) del gioco, un bambino di 6 anni che in realtà è l'incarnazione dell'Anticristo e ha intenzione di uccidere tutta la sua famiglia in nome del suo vero padre, Lucifero. È insolitamente intelligente e maturo per la sua età, ma anche molto silenzioso e inquietante; ad esempio, non tradisce alcuna emozione ogni volta che vede qualcuno morirgli davanti agli occhi, ed è capace di creare piani complessi per simulare degli "incidenti" senza che mai la colpa ricada su di lui, comportandosi come un normale bambino.
- Lucifero: il Diavolo e il vero padre di Lucius, agisce come suo mentore per aiutarlo a commettere i suoi crimini ed avvertirlo dei potenziali pericoli. Darà lui tutti gli oggetti e i poteri necessari al difficile compito, oltre a mostrargli attraverso delle visioni le vittime designate.
- Detective McGuffin: il detective che ha l'incarico di investigare sulle morti causate da Lucius, diventerà sempre più interessato, confuso e sospettoso ad ogni morte nel Dante Manor. Sospettando che la famiglia Wagner sia maledetta, chiederà aiuto a Padre Lagel per scongiurare la fine di Dante Manor. Sarà l'unica persona a sopravvivere in tutto il gioco, oltre naturalmente Lucius e Lucifero, che vede come una mera vittima di quella terribile avventura.

### Vittime
In tutto le vittime di Lucius saranno 20, ovvero tutti gli abitanti di Dante Manor e gli altri personaggi del gioco tranne il Detective McGuffin. Vi figurano i 4 familiari del bambino, gli 11 membri del personale della tenuta e altri 5 personaggi. Qui di seguito la lista, in ordine di morte e dei successivi eventi:
- Mary: la più anziana delle cameriere, è una donna fragile e fisicamente debole a causa delle faccende domestiche. Sarà la prima vittima di Lucius, poiché nel giorno del di lui compleanno verrà rinchiusa nella cella frigorifera della cucina della villa con un lucchetto e morirà dopo che Lucius abbassa la temperatura del locale. Verrà considerato un incidente fino alla morte di Jovita. Data †: 6 giugno 1972.
- Gene: un amico e collega del padre umano di Lucius, Charles. Lavora nel governo degli Stati Uniti d'America, facendo da manager per la campagna promozionale del senatore, e lo aiuta a risolvere i problemi con la stampa, per cui frequenta assiduamente Dante Manor. Ha l'abitudine di fumare, una cosa che irrita Lucius, e sarà questa abitudine a portarlo alla morte; Lucius infatti gli ruberà sotto il naso la sua scatoletta di fiammiferi, costringendo Gene a recarsi in cucina per accendere una sigaretta con il fuoco del forno a gas, che in precedenza il bambino ha manomesso con un cacciavite sottratto a Ivor. Ciò scatenerà una fiammata che colpisce Gene in pieno viso, uccidendolo. L'incidente passerà per negligenza sulle riparazioni domestiche. Data †: 12 luglio 1972.
- Ivor: il tuttofare di famiglia. È un alcolizzato, e lo si vede spesso ubriaco sul lavoro. Lucius approfitta del suo pietoso stato per rubargli una chiave inglese da un pollice e mezzo e armeggiare col pianoforte a coda del salotto, poi gli scriverà delle nuove istruzioni sulla lista dei lavoretti del tuttofare, aggiungendo la riparazione del piano. Quando Ivor raggiungerà il piano e si stende sotto ad esso per controllare, Lucius userà per la prima volta la levitazione per spezzare le gambe dello strumento, che gli schiaccerà la testa col suo peso. L'incidente verrà visto sempre come una negligenza professionale del tuttofare e il suo bere. Data †: 4 agosto 1972.
- Jed: il macellaio della villa. Lucius lo distrarrà facendo fulminare una lampadina con la telecinesi. Mentre Jed tenta di cambiarla con una datagli da Lucius, salirà su una delle sue macchine da macellazione dell'uomo; Lucius la attiverà e Jed finirà così con la testa divisa in due dalla sega circolare. La polizia incomincerà ad avere dei sospetti su questi frequenti "incidenti". Data †: 11 settembre 1972.
- Agnes: la governante della villa, poco benvoluta dai suoi subalterni camerieri per via della sua sgarbatezza, sta sempre rinchiusa nel suo ufficio personale in mezzo alle scartoffie, richiedendo spesso del cibo perché molto golosa. Per ucciderla il bambino attenderà la notte prima per rubare del veleno per topi dal bar annesso della villa e il mattino dopo lo verserà nella colazione a base di pane della donna, portata da Jovita. L'avvelenamento riuscito della donna confermerà l'ipotesi di omicidio, ma la polizia dovrà fare ulteriori indagini in quanto mancano delle prove. Data †: 15 ottobre 1972.
- Alistair: l'anziano maggiordomo. Il suo omicidio avverrà la vigilia di Natale, quando tra gli ospiti presenti vi è McGuffin. Charles manda Alistair a prendere una bottiglia di Borgogna e di accendere le luci natalizie. Lucius ne approfitterà per dileguarsi e commettere il misfatto: attirerà l'attenzione dell'uomo staccando la spina delle luci del bar e questi, avvicinandosi al portico del cortile interno per riattaccare la spina, scivolerà su di una pozza d'acqua (versata da Lucius con una bottiglia), facendosi male alla schiena. Ignorando la sua richiesta d'aiuto, Lucius userà la telecinesi per far cadere un grosso e aguzzo ghiacciolo del portico, che trafiggerà l'occhio e la testa del maggiordomo. La situazione si farà complessa, e anche la stampa comincerà a ficcarvi il naso. Data †: 24 dicembre 1972.
- Jovita: Jovita Munez è una delle cameriere della villa; è di origine ispanica ed è l'amante di Tom, lo zio di Lucius. Il bambino ha in mente di farne di lei un capro espiatorio per alcuni degli omicidi commessi: scoprendo la seconda relazione che c'è tra lo zio e l'altra cameriera Susan, ruberà la macchina fotografica Polaroid di suo nonno e farà una foto di entrambi mentre intraprendono un rapporto sessuale, che lascerà in stanza di Jovita. Quando ella scoprirà del tradimento di Tom, cadrà nella disperazione e se ne andrà a piangere sul grande balcone; in questa fase delicata, Lucius userà per la prima volta la possessione mentale e le ordinerà di buttarsi dal balcone, per inscenare così un suicidio; quindi infilerà nell'armadietto della stanza della donna le prove dei delitti di Mary e Agnes (il lucchetto e il veleno per topi), facendola incolpare. Data †: 3 gennaio 1973.
- Tom: Tom Wagner è lo zio di Lucius e il fratello di Charles. Dopo la morte di Jovita e anche le accuse fatte su di lei, cadrà in depressione alcolica per quasi un mese. Lucifero lo indicherà come prossima vittima, ma Lucius deve fare in modo di farlo sembrare un suicidio. Scoprendo una misteriosa mappa nello studio di suo nonno Fabius, il bambino entrerà nello scantinato e, attraverso un passaggio segreto, scoprirà una stanza segreta dedita ai riti satanici e comprenderà che suo nonno è un seguace del culto di suo padre. Trovando una bottiglia di veleno mortale, Lucius avvelenerà il whisky dello zio. Prima di morire nella sua stanza, Tom riconoscerà in Lucius l'assassino della villa. Dopo tale incidente, Charles fa cacciare McGuffin e questi, non sapendo che cosa pensare, si rivolge ad un prete, che sembra capire la situazione meglio di lui. Data †: 23 gennaio 1973.
- Antonio: il giardiniere della villa, di origine spagnola, si veste sempre con abiti da discoteca. Lucius farà guastare il tosaerba con un sasso, aspetterà che lui si accovacci per controllare il guasto e prenderà il controllo della sua mente imponendogli di ficcare la testa dentro quando è ancora acceso, disintegrandogliela. Data †: 20 marzo 1973.
- Fabius: Fabius Wagner è il nonno di Lucius; è un uomo misterioso arricchitosi tramite loschi affari. Una notte sveglierà il nipote, lasciando intendere di aver capito tutto e dicendogli che lo aspetta nella sua sala segreta. Dopo molte difficoltà nel girare per casa di notte con parte degli abitanti ancora in piedi, il bambino raggiungerà il nonno al luogo prestabilito. Il nonno confermerà i suoi sospetti sul suo patto con il Diavolo in cambio della ricchezza e del potere della famiglia Wagner e, ammirando le doti del piccolo, lo invita ad una cerimonia di sacrificio umano, a discapito di Wayne Preston, un giornalista ficcanaso catturato dal nonno durante la notte. Ma dopo aver allestito i preparativi della cerimonia, il nipotino pugnalerà il nonno alle spalle col coltello sacrificale. Subito il bimbo dovrà vedersela con Wayne, appena svegliatosi e liberatosi. Data †: 1º aprile 1973.
- Wayne: Wayne Preston è un giornalista dell'Herald Tribune e inizierà ad interessarsi al caso della serie di morti misteriose dopo la morte di Alistair. In seguito cercherà di infiltrarsi a Dante Manor in cerca di informazioni, ma verrà scoperto, messo fuori gioco e legato da Fabius al tavolo sacrificale della sua stanza segreta; svegliatosi, troverà il vecchio morto e Lucius che gli sta accanto. Liberatosi e armandosi col coltello cerimoniale, scoprirà la natura demoniaca del bimbo e quindi lo affronterà, voltando le croci per indebolirlo, ma alla fine il piccolo avrà la meglio su di lui e lo ucciderà con le sue fiamme infernali. Il suo cadavere e quello di Fabius rimarranno occultati per il resto della storia. Data †: 1º aprile 1973.
- James: l'insegnante privato di Lucius, insegna matematica, materia però odiata dal piccolo. Durante la lezione, mentre James cerca un libro di biologia, Lucius cercherà alcune carte da dare al padre Charles; entrando nella stanza dei genitori troverà anche la combinazione della cassaforte privata del padre. Dopo aver eseguito il compito e approfittando della momentanea assenza del genitore, Lucius aprirà la cassaforte, trovandoci un Revolver. Tornando nella stanza adibita a classe, userà la possessione mentale sull'insegnante e, consegnandogli la pistola, gli ordinerà di spararsi alla testa. Intanto, attraverso alcuni testi satanici trovati nello studio di Fabius, il padre si convincerà sempre più che Lucius sia maledetto. Data †: 25 maggio 1973.
- Susan: Susan Myers è l'ultima cameriera rimasta e seconda amante di Tom, con cui verrà scoperta a fare sesso, relazione clandestina che ha già portato alla morte di Jovita. Per eliminarla Lucius guasterà la lavatrice (essendo Susan l'addetta al bucato) e, senza più una mansione da eseguire, la donna deciderà di farsi un bagno. Lucius raggiungerà lo studio dello zio Tom, in cui scoprirà un buco sul muro fatto apposta per spiare la donna, e userà la telecinesi per far cadere il phon attaccato alla presa nella vasca da bagno di Susan, folgorandola. Charles riassume dunque il Detective McGuffin un'altra volta per risolvere una volta per tutte questo mistero. Data †: 1º giugno 1973.
- Michael: l'autista della villa, un ragazzo pigro che ama ascoltare musica. Lucius lo incontrerà in garage con il meccanico Will, e per ucciderlo deve essere necessariamente solo. Guasterà un'altra volta la lavatrice della stanza accanto, portando Will ad andare a ripararla, poi darà una musicassetta a Michael per attutire i rumori, quindi controllerà la mente dell'autista facendogli annusare del diluente per vernici industriali, così da fargli perdere i sensi. Il ragazzino accenderà quindi l'auto presente in garage per far uscire il gas di scarico, ma una presa d'aria impedisce la riuscita del piano, quindi ipnotizzerà Will e farà spegnere la presa, facendo sì che l'autista muoia asfissiato dall'anidride carbonica. Qualche ora dopo, Will verrà incolpato del delitto. Data †: 6 giugno 1973.
- Will: il meccanico della villa, nonché ultimo membro del personale rimasto, è afroamericano e parla poco correttamente l'inglese. McGuffin lo incolperà (non proprio a torto) dell'omicidio di Michael e lo ammanetterà ad uno scaffale, per poi assentarsi di pochi istanti per chiamare l'agente Terrence. Non perdendo tempo e ignorando di essere visto durante la manifestazione del suo potere dalla sua vittima, Lucius aprirà con telecinesi una tanica di gasolio in cima allo scaffalo, inzuppando Will, e gli darà fuoco con la fiamma in suo possesso. Mentre Lucius fugge, McGuffin e Terrence ritornano sulla scena e rimarranno stupiti dalla nuova tragedia. Data †: 6 giugno 1973.
- Nancy: Nancy Wagner è la madre biologica di Lucius. Dopo tutti gli avvenimenti funesti accaduti nei mesi precedenti, la povera donna è completamente uscita di senno e la si può trovare canticchiando seduta su una panca in giardino. Sapendo che ora il padre lo sospetta di ogni cosa, Lucius userà sua madre per incriminarlo. Dopo aver trovato una pistola-sparachiodi ed averla caricata e lasciata in giardino, attenderà che torni Charles, che nel frattempo ha trovato altre prove sulla sua colpevolezza nonché la stanza segreta di Fabius. Quando ormai è nelle vicinanza e, dietro il genitore, vi sono anche McGuffin e Terrence, il bambino prenderà il controllo della sua mente facendogli uccidere la moglie con la sparachiodi sotto gli occhi degli agenti. Dopo essersi riavuto, a Charles non resta altro che fuggire; McGuffin gli andrà dietro per acciuffarlo, lasciando a Terrence la custodia del piccolo. Data †: 6 giugno 1973.
- Terrence: l'agente collega di McGuffin, messo a guardia della casa dalla morte di Jed, a lui spetta il compito di occuparsi di Lucius e di chiamare i soccorsi, mentre McGuffin insegue Charles dopo l'uccisione di Nancy. Mentre aspettano dentro una sala da tè, circondata da crocifissi, Lucius userà per tutto il tempo la telecinesi: prima spaventerà l'agente sollevando dei mezzibusti, obbligandolo a sparare nella loro direzione e quindi distruggendo le croci; invoglierà quindi Terrence a sparare contro il ventilatore a soffitto, danneggiandolo; infine manderà il ventilatore contro Terrence, decapitandolo di netto. Dopo questo omicidio, il potere di Lucius incrementerà e il bimbo si scatenerà sulla casa, innescando un enorme incendio. Data †: 6 giugno 1973.
- Padre Lagel e Padre Dicosimo: due sacerdoti cattolici che hanno un ruolo secondario nella storia; entrambi si cimentavano presso la chiesa di Winter Hill e avevano inizialmente offerto le loro preghiere e il loro aiuto contro i terribili problemi della casa, ma Fabius li cacciò di malo modo definendoli ipocriti. Ritorneranno verso il capitolo finale entrando nella casa oramai divorata da fiamme, e tenteranno di esorcizzare con le loro croci il piccolo Lucius, ma questi li eliminerà entrambi con la sua pirocinesi. Non gli resta ora che eliminare il padre. Data †: 6 giugno 1973.
- Charles: Charles Wagner è il padre biologico di Lucius e un senatore del governo degli Stati Uniti d'America. Prima degli eventi che porteranno alla grande tragedia, egli si stava preparando per una campagna elettorale. Rimasto solo in casa insieme al figlio maledetto, Charles si sforzerà di ucciderlo usando un estintore per proteggersi dagli attacchi fiammeggianti del piccolo, ma Lucius, concentrandosi coi suoi poteri telecinetici, farà cadere un enorme pilastro che imprigionerà Charles nella casa, lasciandolo quindi presumibilmente a morirvi nell'incendio che la devasta. Data †: 6 giugno 1973.

## Accoglienza
| Testata                            | Giudizio |
| ---------------------------------- | -------- |
| GameRankings (media al 31-12-2020) | 58,00%   |
| Metacritic (media al 31-12-2020)   | 59/100   |
| Adventure Gamers                   | [ 3 ]    |
| Destructoid                        | 3/10     |
| GameSpot                           | 6.5/10   |

Lucius ha ricevuto opinioni contrastanti da parte della critica. Ha ricevuto un punteggio di 58% su GameRankings e 59/100 su Metacritic.
Il sito di videogiochi GameSpot che "il problema più grande è la mancanza di informazioni; abbiamo i suggerimenti [...] ma gli aspetti fondamentali del gioco non sono spiegati bene". In una recensione negativa, Adventure Gamers ha dichiarato che "gran parte dei testi e la voce narrante sono mediocri".